# Masayuki Hirahara
Pour les articles homonymes, voir Hirahara.
Masayuki Hirahara (平原 誠之, Hirahara Masayuki), né à Kōbe le 15 juillet 1980, est un pianiste et compositeur japonais.

## Jeunesse
Masayuki Hirahara naît et grandit à Kōbe. Il commence à prendre des leçons de piano à l'âge de huit ans. Grâce à ces leçons, il s'intéresse à la composition qu'il étudie par lui-même. Au cours de sa première année d'école secondaire, il étudie pendant un an auprès d'un pianiste diplômé de l'Université des arts de Berlin. Après cela, il apprend seul à jouer et composer. En 1999, il participe au concours du festival de musique classique pour la reconstruction après le séisme de 1995 de Kōbe et remporte le prix de l'association d'art et de culture de Hyōgo ainsi qu'un prix d'or dans la section de composition. Il travaille pour un éditeur qui édite un magazine mensuel de piano de 2000 à 2003.

## Carrière d'interprète et de compositeur
Encouragé par ceux qui ont entendu sa performance en 1999, il commence une carrière d'interprète dans une salle à Kōbe en février 2003. Ses concerts touchent le public et sa réputation se répand par le bouche à oreille. Il donne un concert dans une salle d'une capacité de 800 personnes à Tokyo en octobre de la même année. En 2009, la princesse Takamado assiste à une de ses représentations.
En 2010, année internationale Chopin, il est invité à jouer lors du concert du 200e anniversaire de Chopin au Reid Concert Hall de l'université d'Édimbourg coparrainé par le consulat général du Japon à Édimbourg, l'université d'Édimbourg et le consulat général polonais à Édimbourg. L'année suivante, il est invité par le consulat général du Japon à Édimbourg pour jouer à la cathédrale épiscopalienne Sainte-Marie d'Édimbourg, à l'université de Glasgow et au the Sage Gateshead.
En 2012, Il est invité à se produire lors de concerts de bienfaisance à Los Angeles pour le séisme de 2011 de la côte Pacifique du Tōhoku. Il joue dans une maison de retraite et dans l'église luthérienne de Costa Mesa en Californie. Il donne des conférences sur la composition dans la classe de maître du Yamaha Music Center à Irvine en Californie.
Il donne la même année un concert au sanctuaire d'Ise à l'occasion de la 62e cérémonie Sikinen Sengu (cérémonie de transfert à intervalle fixe - où l'objet sacré d'un sanctuaire est transféré dans un hall nouvellement construit) et devient ainsi la première personne à jouer du piano dans ce grand sanctuaire.